# 法爾肯塞巴赫河
47°45′50.3″N 12°45′8.8″E / 47.763972°N 12.752444°E

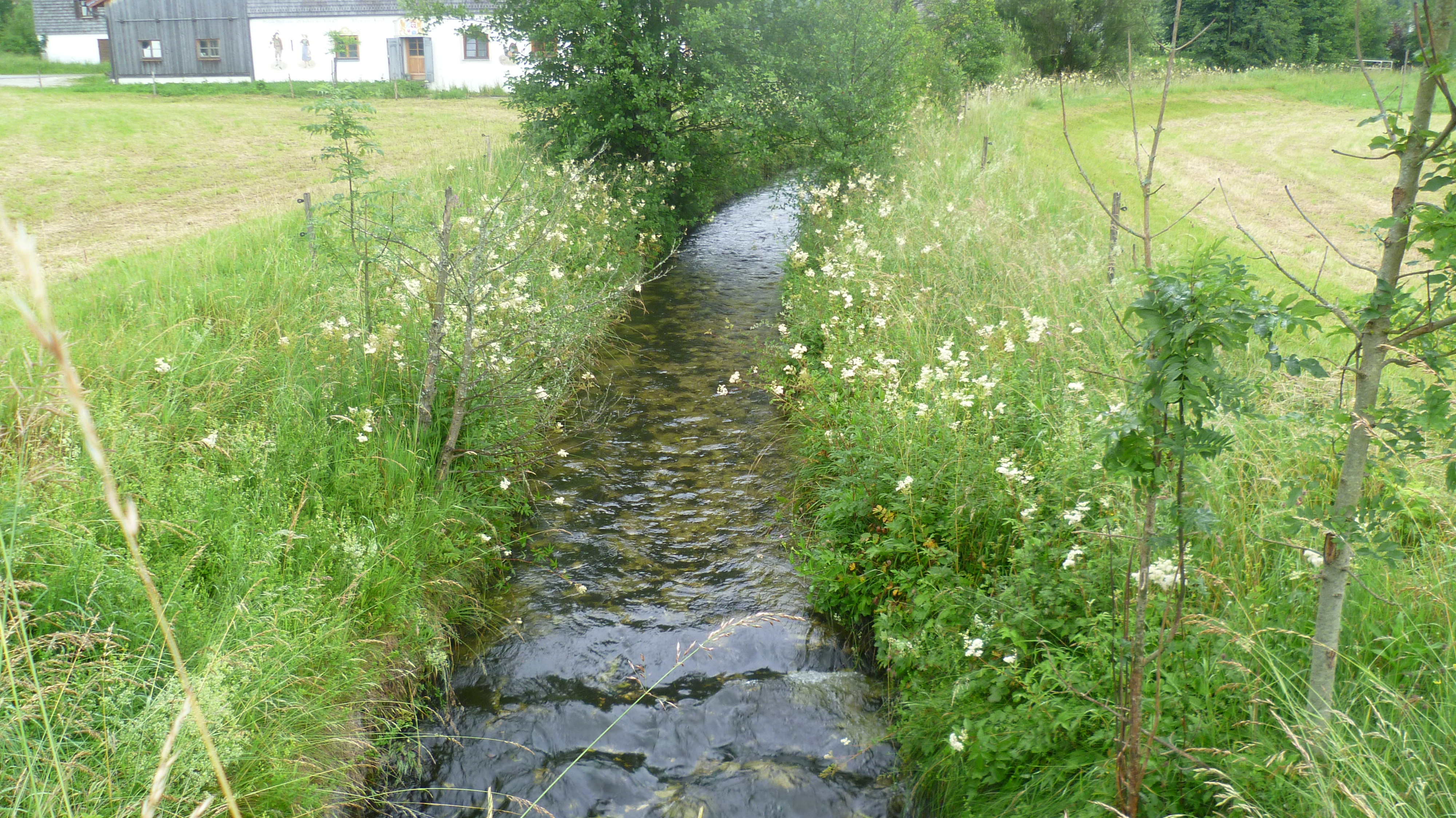

法爾肯塞巴赫河是德國的河流，位於該國東南部，由巴伐利亞負責管轄，屬於紅特勞恩河的左源，河道全長4.6公里，流域面積5.6平方公里。